# Otto Schlenzka

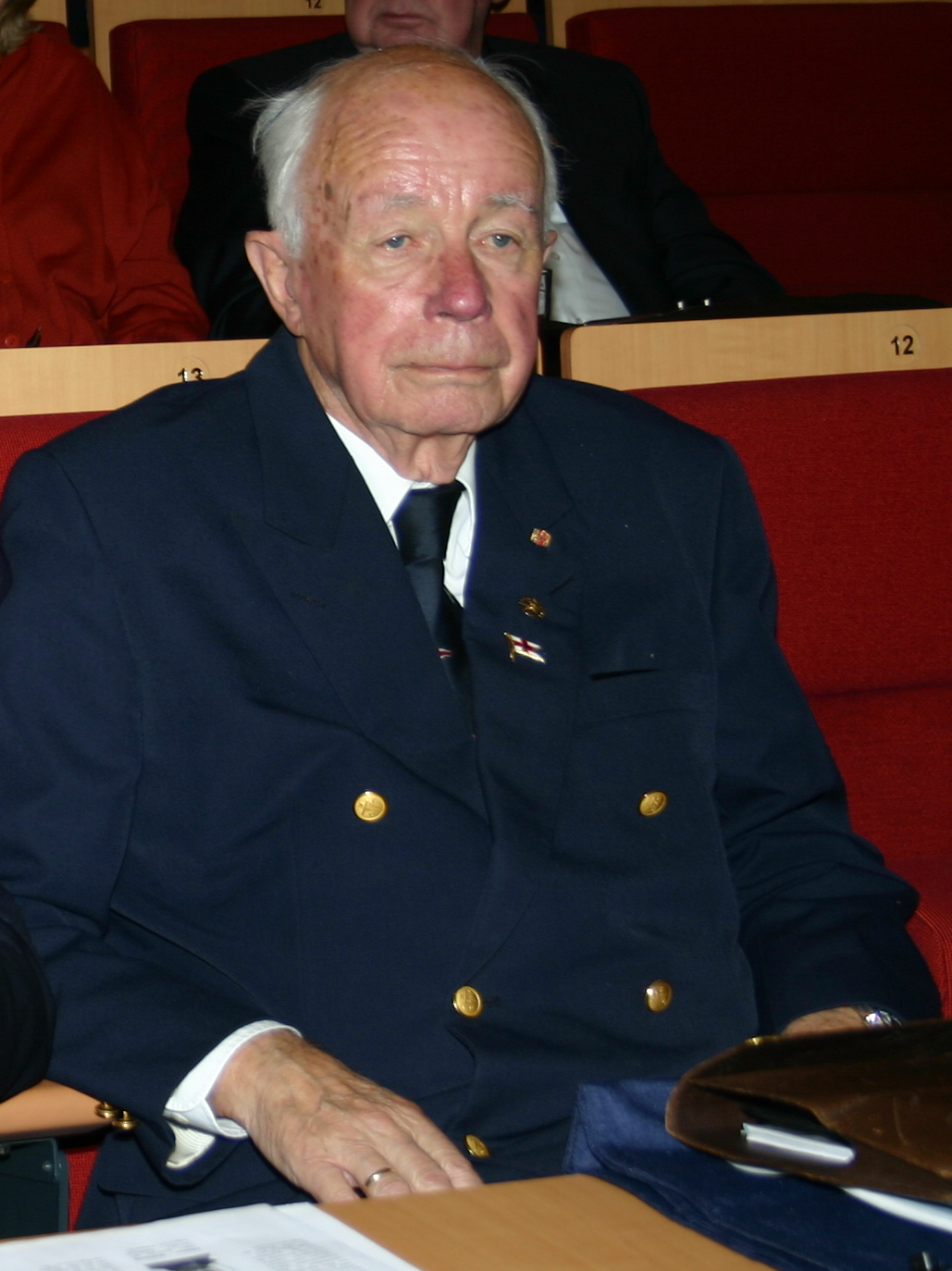
Otto Schlenzka beim DSV-Seglertag 2005 in Hamburg

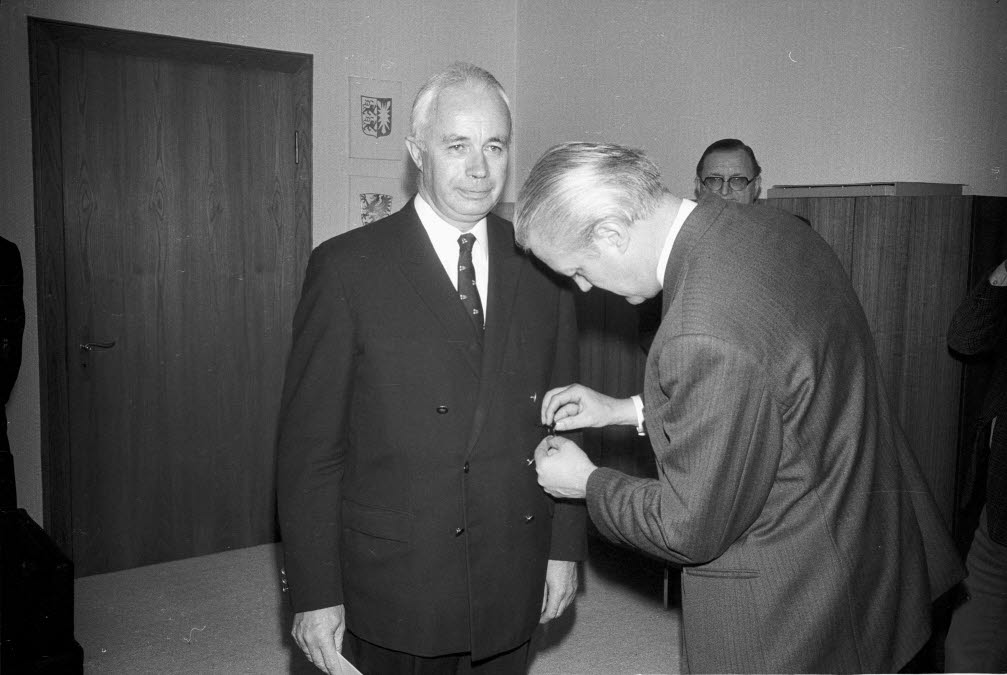
Otto Schlenzka bei der Verleihung des Bundesverdienstkreuzes 1. Klasse 1973

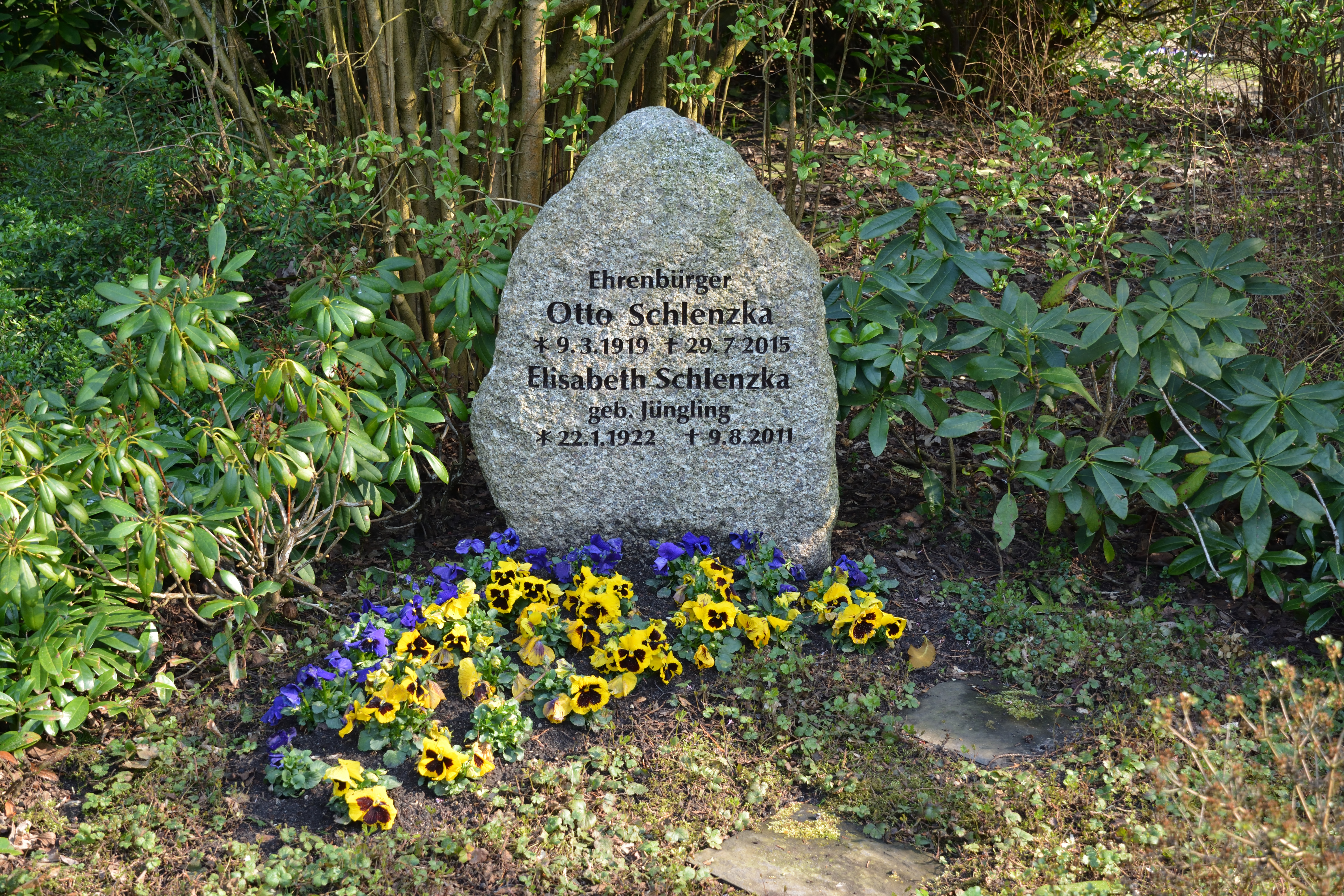
Grab auf dem Nordfriedhof Kiel (Foto: 2018)

Otto Schlenzka (* 9. März 1919 in Flensburg; † 29. Juli 2015 in Kiel) war ein deutscher Segler und Segelsportfunktionär.

## Leben
Otto Schlenzka machte 1936 sein Abitur. Von 1937 bis 1945 war er Seeoffizier in der Kriegsmarine. Nach dem Krieg arbeitete er von 1946 bis 1982 als Kaufmann im Außendienst.
Schlenzka war zeitlebens dem Segelsport verbunden. Er trat 1933 in den Kieler Yacht-Club (KYC) ein und war von 1934 bis 1969 im Regattasegeln aktiv, vornehmlich im Starboot.
In seiner Funktionärskarriere war Schlenzka von 1958 bis 1974 Zweiter Vorsitzender, von 1974 bis 1983 Vorsitzender und von 1983 bis zu seinem Tod 2015 Kommodore des KYC. Dabei organisierte er von 1965 bis 1984 die Segelregatten bei der Kieler Woche. Von 1965 bis 1972 war er verantwortlich für die Vorbereitung und die Leitung des sportlichen Teils der olympischen Segelwettbewerbe in Kiel. Von 1969 bis 1977 war er Vizepräsident des Deutschen Segler-Verbandes. Von 1972 bis 1990 vertrat er den DSV im Vorstand des Internationalen Segler-Verbandes. 1976 leitete er die deutsche Segel-Olympiamannschaft in Kingston/Kanada. Von 1985 bis 1988 war er Berater für die olympischen Segelwettbewerbe in Busan/Korea.
Er ist der Großonkel des Moderators Alexander Bommes.

## Auszeichnungen
- Sportplakette des Landes Schleswig-Holstein (1982)
- Verdienstkreuz 1. Klasse des Verdienstordens der Bundesrepublik Deutschland (1973)
- Großes Verdienstkreuz des Verdienstordens der Bundesrepublik Deutschland (1984)
- Ehrenmitglied des Deutschen Segler-Verbandes (1990)
- Beppe-Croce-Trophy des Internationalen Segler-Verbandes (1995/96)
- Ehrenbürger der Stadt Kiel (1996)

## Werke
- 100 Jahre Kieler Yacht-Club 1887-1987. Kiel 1987 OCLC 834458943